# We Have the Facts and We're Voting Yes
We Have the Facts and We're Voting Yes è il secondo album in studio del gruppo musicale statunitense Death Cab for Cutie, pubblicato il 21 marzo 2000.

## Tracce
1. Title Track – 3:29
2. The Employment Pages – 4:04
3. For What Reason – 2:52
4. Lowell, MA – 3:28
5. 405 – 3:37
6. Little Fury Bugs – 3:48
7. Company Calls – 3:19
8. Company Calls Epilogue – 5:16
9. No Joy in Mudville – 6:03
10. Scientist Studies – 5:56

## Formazione
- Ben Gibbard – voce, chitarra, organo, batteria (tracce 1, 3-7, 9-10)
- Nick Harmer – basso
- Nathan Good – batteria (tracce 2, 8)
- Chris Walla – chitarra, tastiere, voce secondaria